# دیوید ویر (بازیکن فوتبال)
دیوید ویر (انگلیسی: David Weir (Scottish footballer)؛ زادهٔ ۱۰ مهٔ ۱۹۷۰) بازیکن سابق و مربی فوتبال اهل اسکاتلند است.
وی سابقه بازی در تیم‌های باشگاه فوتبال فالکیرک، باشگاه فوتبال هارت آف میدلوتیان، اورتون و باشگاه فوتبال رنجرز و همچنین ۶۹ بازی ملی برای تیم ملی فوتبال اسکاتلند در کارنامه دارد.

## زندگی شخصی
وی چهار فرزند با نام‌های لوکاس، جنسن، کنزی و روبن دارد که کنزی و جنسن نیز بازیکن فوتبال هستند.